# Lucy im Licht
Lucy im Licht ist ein Sachbuch von Markolf Niemz. Es erschien am 22. August 2007 im Droemer-Verlag. Das Buch ist der zweite Teil der Lucy-Trilogie und beschäftigt sich im Rahmen einer fiktiven Rahmenhandlung mit Nahtoderfahrungen sowie der „Seele“, einem immateriellen Speicher, der alles aufnehme, was ein Lebewesen fühlt und lernt.

## Handlung
Lucy tritt als Reiseführerin auf. Sie veranschaulicht uns die Strukturen von Raum und Zeit und erläutert nebenbei bedeutende physikalische Erkenntnisse. Als Wissenschaftlerin ist sie nicht nur neugierig, sie stellt auch eigene Hypothesen auf. An vielen Stellen des Buches konfrontiert sie den Leser direkt mit Behauptungen und regt ihn so zum Nachdenken an. Außerdem versucht die Protagonistin zu erklären, warum es überhaupt Leben in dieser Welt gibt. Dabei begibt sie sich auch auf religiöses Terrain.

## Grundgedanken
Aufgrund religiöser Jenseitsvorstellungen und Berichten von Menschen mit Nahtoderfahrungen versucht Niemz zu erklären, was passiert, wenn die Seele den menschlichen Körper verlässt. Niemz macht darauf aufmerksam, dass sich viele Aussagen von Menschen mit Nahtoderlebnissen an einem Punkt ähnlich sind, nämlich dass den Betroffenen oft ein helles Licht am Ende eines Tunnels erscheine und immer größer werde. Dies decke sich erstaunlich gut mit einem Effekt aus Einsteins Relativitätstheorie, dem sogenannten Searchlight-Effekt, der bei sehr hohen Geschwindigkeiten ebenfalls das Gefühl vermittelt, durch einen Tunnel zu einem Licht zu fliegen. Daraus schließt Niemz, dass sich die Seele mit extrem hohem Tempo vorwärts bewege. Bei annähernder (nicht bei voller) Lichtgeschwindigkeit strahle das Licht dann überwiegend von vorne, wodurch ein kreisrundes, leuchtendes Bild entstehe, das immer größer werde, bis die Seele schließlich ins Licht eintauche. Nach Niemz’ Auffassung gelange die Seele so in die Ewigkeit.

## Form und Sprache
Niemz gelingt es in diesem Buch, physikalische Erkenntnisse dermaßen verständlich zu erläutern, dass auch Leser ohne naturwissenschaftlichen Background leicht folgen können. Dafür bedient er sich zahlreicher, überwiegend selbst erstellter Illustrationen, mit denen er komplexe Zusammenhänge anschaulich erklärt. Auch lässt er den Leser eine Reihe von kleinen Experimenten durchführen, um ihm auf diese Weise Impulse für eigene, spirituelle Erfahrungen zu geben.

## Einordnung ins Werk des Autors
Niemz ist Professor für Medizintechnik/Biomedical Engineering. Er befasst sich unter anderem mit der Nahtodforschung. Erkenntnisse daraus flossen bereits in sein Debüt Lucy mit c ein, dem ersten Teil seiner Lucy-Trilogie. Im zweiten Teil der Trilogie wird detailreicher auf Nahtoderlebnisse eingegangen, besonders auf Schilderungen von Betroffenen. Typisch für Niemz’ Lucy-Werke ist der Versuch, eine Brücke zwischen Religion und Naturwissenschaft zu bauen. Dem Leser soll verdeutlicht werden, dass ein Dialog zwischen beiden für die Zukunft wichtig und unvermeidbar sei. Dies wird damit begründet, dass Physiker nicht in einer anderen Welt lebten als Theologen.
Bei Lucy im Licht wird auch auf die Frage nach einem Sinn im Leben eingegangen. Die Protagonistin Lucy vollzieht in den Büchern eine Entwicklung. So knüpfen ihre Gedanken im zweiten Teil an die des ersten an. Hatte sie im ersten Teil voller Neugier viele Fragen aufgeworfen und beantwortet, so tritt sie im zweiten Teil noch selbstbewusster auf.
Im Mai 2007 gründete Niemz die nach seinen Büchern benannte Stiftung „Lucys Kinder“. Die Stiftung unterstützt karitative Projekte, unter anderem zum Aufbau von Nachtschulen für benachteiligte Mädchen in Indien.

## Rezeption
Die Meinungen der Kritiker gehen auseinander. Allgemein wird der leicht verständliche Schreibstil gelobt. Mit einfacher Sprache und Bildern führe der Autor den Leser an Erkenntnisse aus der Quantenphysik und der speziellen Relativitätstheorie heran. Dem Leser scheine die Idee berührend, dass die Seele nach dem Tod im Licht weiterhin existiere, aber Niemz wage sich auch weit ins Feld der Theologie vor – zum Beispiel mit der Aussage, dass unser Dasein ein Spiel der Schöpfung sei mit dem Ziel, sich im Sinne seines Schöpfers zu vollenden.